# Euphorbia coghlanii
Euphorbia coghlanii là một loài thực vật có hoa trong họ Đại kích. Loài này được F.M.Bailey mô tả khoa học đầu tiên năm 1896.